# Mychajlo Kopolovec'
Mychajlo Mychajlovyč Kolopovec' (in ucraino Михайло Михайлович Кополовець?; Užhorod, 29 gennaio 1984) è un ex calciatore ucraino, di ruolo attaccante.

## Caratteristiche tecniche
È un'ala sinistra.